# Regió de Sogorb
La regió de Sogorb és una regió del nord-oest del País Valencià de 3.581 km² de superfície. Comprèn les comarques de l'Alt Millars, l'Alt Palància, els Serrans i el Racó. La regió inclou gran part del sistema ibèric valencià i està regada pels rius Millars, el Túria i el Palància. El seu principal centre econòmic és el poble de Sogorb.